# Eatoniella
Eatoniella là một chi ốc biển nhỏ, là động vật thân mềm chân bụng sống ở biển trong họ Eatoniellidae.

## Các loài
Các loài thuộc chi Eatoniella bao gồm:
- Eatoniella alboelata Ponder, 1983[2]
- Eatoniella caliginosa (Smith, 1875)[3]
- Eatoniella cana Ponder, 1983[4]
- Eatoniella contusa Ponder, 1983[5]
- Eatoniella demissa (Smith, 1915)[6]
- Eatoniella glacialis (Smith, 1907)[7]
- Eatoniella kerguelenensis (Smith, 1875)[8]
- Eatoniella strebeli Ponder & Worsfold, 1994[9]
- Eatoniella subgoniostoma Strebel, 1908[10]
- Eatoniella varicifera Ponder, 1983[11]